# Euphoria (album de Def Leppard)
Pour les articles homonymes, voir Euphoria.
 (février 2024).
Si vous disposez d'ouvrages ou d'articles de référence ou si vous connaissez des sites web de qualité traitant du thème abordé ici, merci de compléter l'article en donnant les références utiles à sa vérifiabilité et en les liant à la section « Notes et références ».
Albums de Def Leppard
Slang
(1996) X
(2002)
Euphoria est le 7e album studio de Def Leppard sorti en 1999.

## Liste des titres
| No  | Titre                       | Auteur                                   | Durée |
| --- | --------------------------- | ---------------------------------------- | ----- |
| 1.  | Demolition Man              | Campbell-Collen-Elliott                  | 3.24  |
| 2.  | Promises                    | Collen-Lange                             | 3.59  |
| 3.  | Back In Your Face           | Collen-Elliott                           | 3.20  |
| 4.  | Goodbye                     | Savage                                   | 3.36  |
| 5.  | All Night                   | Collen-Lange                             | 3.38  |
| 6.  | Paper Sun                   | Campbell-Collen-Elliott-Savage-Woodroffe | 5.27  |
| 7.  | It's Only Love              | Campbell-Elliott-Lange-Savage            | 4.06  |
| 8.  | 21st Century Sha La La Girl | Collen-Elliott-Savage                    | 4.06  |
| 9.  | To be alive                 | Campbell-Smith                           | 3.53  |
| 10. | Disintegrate                | Collen                                   | 2.51  |
| 11. | Guilty                      | Campbell-Collen-Elliott-Savage-Woodroffe | 3.47  |
| 12. | Day After Day               | Campbell-Collen-Eliott                   | 4.36  |
| 13. | Kings of Oblivion           | Collen-Elliott-Savage                    | 4.18  |

## Singles

### 1999
- Promises (mondiale sauf Europe)
- Promises / Back in Your Face (Europe)
- Paper Sun (États-Unis)
- Goodbye

### 2000
- Day After Day (États-Unis)
- 21st Century Sha La La La Girl (États-Unis)

## Formation
- Joe Elliott : Chants
- Vivian Campbell : Guitare & Chœurs
- Phil Collen : Guitare & Chœurs
- Rick Savage : Basse & Chœurs
- Rick Allen : Batterie